# East vs. West – A Hearts of Iron Game
East vs. West – A Hearts of Iron Game (Em Português: Leste Vs Oeste), é um Grand strategy wargame cancelado que seria ambientado durante a era da Guerra Fria entre 1946–1991. (o começo sendo um ano após O Desfecho da segunda guerra mundial e o fim do jogo no mesmo ano da dissolução da União das Repúblicas Socialistas Soviéticas em 1991).

## Jogabilidade
East vs. West não foi uma expansão para Hearts of Iron III, mas sim um jogo independente. Como muitos de seus predecessores na série Hearts of Iron, teria permitido ao jogador assumir o controle e administrar um país, incluindo seus aspectos políticos, diplomáticos, de espionagem, econômicos, militares e tecnológicos. Em contraste com os fascículos anteriores da série Hearts of Iron, o jogo seria ambientado na era da Guerra Fria, e não se concentraria principalmente na guerra em larga escala. O uso de armas nucleares no jogo Teria sido possível, mas seria limitado pelo estado de emergência de uma nação.

### Recursos
O foco principal do jogo eram os aspectos diplomáticos, políticos, econômicos, militares e de espionagem dos países durante o período da Guerra Fria e as decisões que o jogador toma em relação a eles.
Recursos confirmados incluídos:
- Novo sistema de espionagem utilizando "cartões de espionagem".[3]
- Um módulo político estendido.[4]
- Um Relógio do Juízo Final indicando o quão próximo o mundo do jogo está da destruição total. (Conceito semelhante a Tensão Mundial do jogo Hearts of Iron IV)
- A presença das Nações Unidas (de forma abreviada: ONU) para intervir em eventos globais.
- A capacidade de personalizar navios.[5]
- A corrida armamentista nuclear e a guerra deveriam ser expandidas por um modo de mapa nuclear, urânio como recurso, fábricas (centrífugas) para produzir material de fissão enriquecido, ICBMs que poderiam ser lançados de silos, submarinos nucleares e um botão vermelho.[6]

Esperava-se que o jogo mantivesse muitos recursos incluídos em Hearts of Iron III, como o controle sobre as forças armadas, o sistema de guerra estratégica, a facilidade de uso dos mods e um sistema multijogador com até 32 jogadores.

## Cancelamento
Nenhuma data de lançamento foi agendada para East vs. West depois que a data de lançamento inicial do primeiro trimestre de 2013 foi perdida, embora após a decisão de cortar os principais recursos, incluindo a funcionalidade multijogador do jogo, os desenvolvedores esperavam oferecer um beta público pague o quanto quiser em março de 2014. O cancelamento de East vs. West foi anunciado em uma declaração conjunta em 6 de março do mesmo ano pela BL Logic e Paradox Interactive, citando vários atrasos no projeto.